# Stop! Stop! Stop!
«Stop! Stop! Stop!» (укр. «Стоп! Стоп! Стоп!») — третій студійний альбом українського гурту «ВІА Гра», випущений 18 вересня 2003 року під лейблом «Sony Music Japan» в Японії та 2004 року під лейблом «Columbia» в країнах Європи та Південносхідної Азії.

## Історія виходу альбому
Успіх альбому «Стоп! Снято!» у країнах СНД та Ізраїлі наводить «Sony Music» до вирішення вивести «ВІА Гру» на світовий ринок і в 2003 році починається запис альбому англійською мовою.
18 вересня 2003 року відбувся реліз альбому гурту «V.I.A. „Gra“» «Stop! Stop! Stop!» у Японії. Альбом, який був записаний в Лондоні, витримайте в стилі європоп. Назва альбому була дана по заголовної пісні альбому «Stop! Stop! Stop!». Автор музики всіх пісень — Костянтин Меладзе, автор слів — Олексій Крузін. Через три дні після початку продажів альбом був розпроданий в Японії тиражем понад 30 тис. екземплярів. 3 жовтня 2003 року Анна, Віра та Надя дали концерт-презентацію альбому «Stop! Stop! Stop!» у токійському клубі «Velfarre». Ця подія була відображене п'ятнадцятьма камерами основних телеканалів Японії. Sony Music запускає велику промокампанію в 14 країнах Південно-Східної Азії в підтримку альбому та незабаром він отримує «золоту» сертифікацію на Тайвані і Гонконгу, а також «платинову» — в Таїланді.

## Список пісень
Автор музики Костянтин Меладзе. 
| DISC-1 (12cm CD) | DISC-1 (12cm CD)                                                              | DISC-1 (12cm CD)              | DISC-1 (12cm CD) |
| #                | Назва                                                                         | Автор слів                    | Тривалість       |
| ---------------- | ----------------------------------------------------------------------------- | ----------------------------- | ---------------- |
| 1.               | «Stop! Stop! Stop!»                                                           | Олексій Крузін                | 3:48             |
| 2.               | «Till the morning light»                                                      | Олексій Крузін                | 3:35             |
| 3.               | «Hold me closer»                                                              | Олексій Крузін                | 3:47             |
| 4.               | «Kill my girlfriend»                                                          | Олексій Крузін                | 3:39             |
| 5.               | «Don't ever leave me love»                                                    | Олексій Крузін                | 3:31             |
| 6.               | «Where I'm gonna find my love»                                                | Олексій Крузін                | 3:30             |
| 7.               | «Good morning, daddy!»                                                        | Олексій Крузін                | 3:33             |
| 8.               | «Thank you for the summer»                                                    | Олексій Крузін                | 3:10             |
| 9.               | «Stop! Stop! Stop!» (Original Russian version)                                | Костянтин Меладзе             | 3:43             |
| 10.              | «Vot taki dela» (Till the morning light — Original Russian version)           | Костянтин Меладзе             | 3:35             |
| 11.              | «Ne ostavliay menya, lubimy» (Don't leave me love — Original Russian version) | Костянтин Меладзе             | 3:31             |
| 12.              | «Ubei moyu podrugu» (Kill my girlfriend — Original Russian version)           | Костянтин Меладзе             | 3:43             |
| 13.              | «Good morning, daddy!» (Original Russian version)                             | Костянтин Меладзе             | 3:35             |
| 14.              | «Ai no wana» (Kill my girlfriend — Japanese version)                          | Дзюн Сіофукі (яп. 潮吹ジュン) | 3:40             |
| 15.              | «Hold me closer» (Remix)                                                      | Олексій Крузін                | 3:48             |
| 54:08            |                                                                               |                               |                  |

| DISC-2 (DVD) | DISC-2 (DVD)                 | DISC-2 (DVD) | DISC-2 (DVD) |
| #            | Назва                        | Режисер      | Тривалість   |
| ------------ | ---------------------------- | ------------ | ------------ |
| 1.           | «Stop! Stop! Stop!»          | Семен Горов  | 3:48         |
| 2.           | «Ne ostavliay menya, lubimy» | Семен Горов  | 3:31         |

## Інші видання
CD
- Stop! Stop! Stop!
- Till The Morning Light
- Hold Me Closer
- Good Morning, Daddy!
- Let Me Introduce My Mama
- Kill My Girlfriend
- Don't Ever Leave Me Love
- Where I'm Gonna Find My Love
- Thank You For The Summer
- Every Day

Bonus Track
- Stop! Stop! Stop! (Upbeat Version)
- Ai No Wana [Bonus Track, Kill My Girlfriend Japanese Version]

VCD
- Стоп! Стоп! Стоп!
- Не оставляй меня, любимый!
- Бомба
- Попытка № 5
- Океан и три реки (совместно с Валерием Меладзе)
- Stop! Stop! Stop! (English karaoke)

## Історія релізу
| Регіон  | Дата            | Лейбл            | Формат  |
| ------- | --------------- | ---------------- | ------- |
| Японія  | 18 вересня 2003 | Sony Music Japan | CD, DVD |
| Корея   | 9 липня 2004    | Columbia         | CD      |
| Польща  | 12 липня 2004   | Columbia         | CD      |
| Польща  | 2 серпня 2004   | Columbia         | CD      |
| Тайвань | 15 червня 2004  | Columbia         | CD, VCD |
| Тайвань | 31 серпня 2004  | Columbia         | CD, VCD |

## Нотатки
1. ↑  Містить кілька фраз українською мовою.
2. ↑  Деякі видання також містять бонус-трек японською мовою.